# Knoutsodonta pictoni
Knoutsodonta pictoni is een slakkensoort uit de familie van de Onchidorididae. De wetenschappelijke naam van de soort werd voor het eerst geldig gepubliceerd in 2017 door Furfaro en Trainito.